# Neoplocaederus cineraceus
Neoplocaederus cineraceus es una especie de escarabajo longicornio del género Neoplocaederus, tribu Cerambycini, subfamilia Cerambycinae. Fue descrita científicamente por Fairmaire en 1882.

## Descripción
Mide 22-24 milímetros de longitud.

## Distribución
Se distribuye por Etiopía, Somalia y Tanzania.